# Ediciones Júcar
Ediciones Júcar o Editorial Júcar es el nombre de una empresa creada por el librero asturiano Silverio Cañada (Gijón, 1932 - Oviedo, 2002).

## Historia
Durante el franquismo vendía clandestinamente libros prohibidos importados en la Universidad de Oviedo (Sartre, Marcuse, Gramsci). Fundó con su esposa la Librería Universal y montó la prestigiosa Editorial Júcar en Gijón (1967), así llamada para que no la relacionaran con su autor, sino con alguien de Murcia; dirigida por José Manuel Caballero Bonald, llegó a sacar al mercado alrededor de 2.000 títulos. Cañada destacó por haber creado uno de los proyectos culturales más rentables de la España de entonces: la Gran enciclopedia asturiana, que transformó en un éxito gracias a su forma de comercializarla, inédita entonces: la distribución en fascículos coleccionables, una novedosa idea que hoy han acabado adoptando casi todas las editoriales. El autor intentaba emular una enciclopedia catalana que había publicado Editorial Salvat pocos años antes; Silverio Cañada llegó a sumar 21 tomos desde su aparición en 1970 y prosiguió con una Gran enciclopedia gallega; aunque proyectó la aragonesa, no llegó a realizarla. La colección «Los Juglares» descubrió a los jóvenes la vida y letras de cantantes como Leonard Cohen, Bob Dylan, Los Beatles o The Who.
Editó también numerosos libros y folletos sobre política revolucionaria: socialismo, anarquismo, sindicalismo, pedagogía radical, ecología social, pensadores marxistas y antiautoritarios, nueva izquierda, etc.
Se publicaron títulos sobre asuntos tan diversos e interesantes como la poesía culterana del XVII, la teoría de la literatura, la Sociología de la religión, filósofos como Gilles Deleuze o las primeras obras de Luis Sepúlveda, y se consagró una serie a antologías bilingües de poesía internacional provistas de interesantes y extensos estudios preliminares, la colección amarilla Los Poetas dirigida por Ángel Pariente, así como otra colección, Biblioteca de traductores. Cañada intentó asimismo imprimir en los setenta una Historia de las Revoluciones que nunca saldría a la luz, aunque la censura, con la que siempre tuvo que batallar, había aprobado a regañadientes el texto de los primeros volúmenes; la agresiva campaña publicitaria alarmó al poder (el metro madrileño amanecía inundado de gigantescos carteles con las imágenes de Mao, de Lenin o del Che Guevara) y fue prohibida. Por fin le alcanzó la crisis económica por una fallida iniciativa en negocios inmobiliarios y sus títulos quedaron restringidos a libros sobre cocina, turismo rural o teatro asturiano.